# Исии (посёлок)
Исии (яп. 石井町 Исии-тё:) — посёлок в Японии, находящийся в уезде Мёдзай префектуры Токусима. Площадь посёлка составляет 28,83 км², население — 25 701 человек (1 августа 2014), плотность населения — 891,47 чел./км².

## Географическое положение
Посёлок расположен на острове Сикоку в префектуре Токусима региона Сикоку. С ним граничат города Токусима, Йосиногава и посёлки Камияма, Камиита.

## Население
Население посёлка составляет 25 701 человек (1 августа 2014), а плотность — 891,47 чел./км². Изменение численности населения с 1980 по 2005 годы:
| 1980 | 24 434 чел. |  |
| 1985 | 25 071 чел. |  |
| 1990 | 25 207 чел. |  |
| 1995 | 25 436 чел. |  |
| 2000 | 26 023 чел. |  |
| 2005 | 26 068 чел. |  |

## Символика
Деревом посёлка считается гинкго, цветком — глициния, птицей — Cettia diphone.